# Daugailiai
Daugailiai is een plaats in de gemeente Utena in het Litouwse district Utena. De plaats telt 351 inwoners (2001).